# Traduzione intermedia
La traduzione intermedia (definita anche come di seconda mano, indiretta o ponte) si riferisce a una catena di almeno tre testi, all'interno della quale il terzo (la traduzione di arrivo) non origina dal testo di partenza ma dalla traduzione intermedia creata da quest'ultimo. Più semplicemente: testo di partenza > traduzione intermedia > testo di arrivo (traduzione finale). Essa può essere basata su una o più versioni tradotte del testo di partenza o testo originario. Ad esempio, se un testo dall'arabo viene tradotto in italiano attraverso l'utilizzo dell'inglese, il risultato sarà una traduzione intermedia.
La traduzione intermedia è una realtà di lunga data negli scambi interculturali, e viene associata in particolare a quegli scambi che coinvolgono comunità che sono geograficamente, culturalmente e linguisticamente lontane (es. traduzione cinese-portoghese) o le cosiddette lingue minori (es. catalano, ceco, danese). Continua ad essere una pratica di traduzione comune in vari ambiti della società odierna, ad esempio nella traduzione audiovisiva, computerizzata e letteraria, nella localizzazione o nell'interpretariato di comunità o di conferenza. Attualmente, il suo utilizzo è spesso legato al fenomeno della globalizzazione o alle pratiche delle organizzazioni internazionali, dove viene utilizzato un elevato numero di lingue di lavoro e questo spesso comporta la modifica di documenti tramite una lingua franca o altre lingue di mediazione.
Secondo gli studi di Traduttologia,  la traduzione intermedia ha altre varie denominazioni, tra cui “traduzione di seconda mano”, “traduzione indiretta”, “traduzione ponte” e “metatesto secondario”. Le traduzioni intermedie a volte vengono classificate anche come ritraduzioni, anche se questo termine, in realtà, è utilizzato più frequentemente per descrivere più traduzioni da uno stesso testo fonte in una lingua di destinazione. La traduzione intermedia o indiretta, è l'opposto di quella che è invece la traduzione diretta, che infatti viene effettuata direttamente dal testo di partenza, senza l'utilizzo di un testo di mediazione.

## Esempi di traduzione intermedia

### Nella traduzione letteraria
Fin dalla seconda metà del XIX secolo la tradizione italiana aveva manifestato un ampio interesse per la letteratura russa, anche se i classici russi venivano sempre tradotti in italiano solo tramite il francese, piuttosto che direttamente dal russo (es.  vennero pubblicate in italiano tantissime edizioni di letteratura russa tradotta però dal francese, che vantava un'ampia conoscenza e dedizione per la traduzione delle opere russe (es. si veda la traduzione del 1885 di Anna Karenina di Leo Tolstoy, tradotta non dalla lingua russa ma da un'edizione pubblicata a Parigi in francese quello stesso 1885).
Un altro esempio significativo di traduzione intermedia lo possiamo ricavare dalla traduzione in italiano dell'opera araba Le mille e una notte di Alberto Marotta (1956). Nella nota Bibliografica di Marotta, infatti, si può percepire che tante delle edizioni precedentemente pubblicate in italiano risultavano incomplete o svolte sulla base dell'edizione Francese pubblicata da Antoine Galland nel 1717..

### Nella traduzione audiovisiva
Nella serie televisiva Breaking Bad (2010, S3E3), il personaggio di Tortuga parla spagnolo. I sottotitoli polacchi (fansubs) sono stati fatti riprendendo i sottotitoli in inglese come lingua intermedia.

### Nella traduzione di testi religiosi
Tra il 1142 e 1143 fu pubblicata una traduzione diretta del Corano in latino; di conseguenza, molte traduzioni indirette nelle lingue volgari europee si rifecero a quel modello.
La prima versione italiana della Bibbia in una lingua moderna sembra essere quella pubblicata in italiano nel 1471 da Nicolò Malermi, la quale venne tradotta utilizzando la Vulgata come testo di riferimento. La Vulgata deriva dalla Bibbia di San Girolamo che a sua volta si riferisce ad una fonte latina tratta da mediazioni greche.

### Nell'interpretazione simultanea (traduzione in relais)
Quando un delegato di conferenza parla danese e deve essere interpretato in inglese e ceco, laddove non sia disponibile l'interprete danese-ceco, la traduzione ceca può essere resa tramite la mediazione dell’inglese. L'interpretazione simultanea era anche molto diffusa negli ex paesi sovietici e veniva utilizzato il russo come lingua di mediazione language.

## I diversi atteggiamenti verso la traduzione intermedia
La traduzione intermedia è carica di moltissime connotazioni negative. È spesso considerata una copia scadente di una copia, in cui, come nella fotocopiatura, con ogni passaggio del processo si ha una perdita di dettagli. . Tra gli esempi più evidenti di questa posizione critica nei confronti della traduzione intermedia si può citare la prescrizione dell'UNESCO del 1976 che sostiene che questo tipo di traduzione dovrebbe essere usato "solo nei casi in cui sia assolutamente necessaria". Inoltre, possiamo citare anche che essa sia criticata perché risulta spesso velata, cioè non esplicitamente presentata come tale.
Tuttavia, la ricerca ha dimostrato che il ricorso alla traduzione intermedia può anche portare a dei risultati positivi. Se non fosse stato per questa pratica infatti, alcune opere letterarie provenienti da culture periferiche o distanti, non si sarebbero diffuse in altre lingue e di conseguenza non sarebbero state riconosciute come classici della letteratura mondiale (o, perlomeno, lo sarebbero state molto tempo dopo). Basti considerare ad esempio, la fruizione delle Fiabe di Hans Christian Andersen da parte dei lettori italiani (sia bambini che adulti): questa collezione di opere risulta molto famosa e diffusa per il pubblico italiano, ma forse solo in pochi sanno che una versione integrale contenente tutti i 156 testi e racconti, venne pubblicata solo nel 2001 a cura di Bruno Berni. Se queste opere non fossero state tradotte indirettamente, con l'utilizzo di testi intermedi di lingua fracese o tedesca, il pubblico italiano sarebbe stato in grado di leggerle integralmente solo a partire dal ventunesimo secolo.
La traduzione intermedia può quindi essere il mezzo più efficiente, e talvolta l'unico, di inclusione per le opere culturali provenienti da culture periferiche o distanti. In secondo luogo, si ritiene sia redditizio per le agenzie di traduzione e per gli stessi clienti, poiché permette di abbassare le spese di traduzione (è spesso meno costoso della traduzione diretta da una lingua minore). In terzo luogo, riduce al minimo il rischio che la traduzione letteraria venga rifiutata dagli editori che hanno familiarità con la versione intermedia. Infine, si sostiene che alcune agenzie di traduzione preferiscano addirittura ricorrere a una versione intermedia in una lingua più diffusa e nota per produrre una traduzione da una cultura distante, poiché aumenta le possibilità di soddisfare le aspettative del lettore o del cliente (come è suggerito da degli studi svolti in questi anni) .

### Approfondimenti
- Alexandra Assis Rosa - Hanna Pięta, and Rita Bueno Maia. 2017. "Theoretical, Methodological and Terminological Issues Regarding Indirect Translation: An Overview."  Translation Studies 10 (2):113-132.
- Hanna Pięta, 2017. "Theoretical, methodological and terminological issues in researching indirect translation: A critical annotated bibliography." Translation Studies 10 (2): 198-216.
- Hanna Pięta, 2014. "What Do (We Think) We Know about Indirectness in Literary Translation? A Tentative Review of the State-of-the-art and Possible Research Avenues." In Traducció indirecta en la literature catalana, edited by Ivan Garcia Sala, Diana Sanz Roig and Bożena Zaboklicka Lleida: Punctum. 15-34. Accessed Jan 2016.
- Martin Ringmar, 2012. "Relay Translation." In Handbook of Translation Studies, edited by Yves Gambier and Luc van Doorslaer, 141-144. Amsterdam: John Benjamins.
- Passaggi intermedi. La traduzione indiretta in Italia, a cura di Bruno Berni – Catia De Marco – Anna Wegener, Istituto Italiano di Studi Germanici, Roma 2022